# Judd Trump
Judd Trump (Bristol, 20 de agosto de 1989) es un jugador de snooker inglés, ganador de treinta torneos de ranking –entre ellos, un Campeonato Mundial—; también es poseedor de la Triple Corona.

## Palmarés

### Torneos de ranking (30)
- Campeonato del Reino Unido - 2011, 2024
- Campeonato Mundial - 2019
- China Open - 2011, 2016
- Campeonato Internacional - 2012, 2019
- European Masters - 2016, 2017, 2024
- Abierto de Irlanda del Norte - 2018, 2019, 2020, 2023
- Australian Goldfields Open - 2014
- Players Championship - 2017, 2020
- World Open - 2019, 2024
- World Grand Prix - 2019, 2020
- German Masters - 2020, 2021
- Abierto de Gibraltar - 2020, 2021
- Abierto de Inglaterra - 2020, 2023
- Masters de Turquía - 2022
- Open de Wuhan - 2023
- Saudi Arabia Snooker Masters - 2024

### Torneos de ranking menor (4)
- Paul Hunter Classic - 2010
- Abierto de Amberes - 2011
- Players Tour Championship (Evento 2) - 2011
- Abierto de Bulgaria - 2012

### Torneos no de ranking (10)
- The Masters - 2019, 2023
- Championship League - 2009, 2014, 2016
- Masters Qualifying Event - 2008
- World Grand Prix - 2015
- Torneo de campeones - 2021
- Huangguoshu Open - 2023
- Masters de Shanghái - 2024